# Volta a Burgos 2022
La Volta a Burgos 2022, 44a edició de la Volta a Burgos, és una competició ciclista per etapes que es disputà entre el 2 i el 6 d'agost de 2022 sobre un recorregut de 810 km, repartits entre 5 etapes. La cursa formava part del calendari de l'UCI ProSeries en categoria 2.Pro i de la Copa d'Espanya.
El vencedor final fou el francès Pavel Sivakov (Ineos Grenadiers), que s'imposà per 35" al portuguès João Almeida (UAE Team Emirates). Miguel Ángel López (Astana Qazaqstan Team) completà el podi.

## Equips
L'organització convidà a prendre part en la cursa a dotze equips World Tour i cinc UCI ProTeams:
| WorldTeams (12)- AG2R Citroën Team - Astana Qazaqstan Team - Bahrain Victorious - Bora-Hansgrohe - EF Education-EasyPost - Ineos Grenadiers - Israel-Premier Tech - Jumbo-Visma - Movistar Team - Quick-Step Alpha Vinyl - Trek-Segafredo - UAE Team Emirates ProTeams (5)- Burgos-BH - Caja Rural-Seguros RGA - Euskaltel-Euskadi - Eolo-Kometa - Equipo Kern Pharma |
| |

## Etapes
| Etapa    | Data     | Ciutats d'etapa                                                        | type                    | Distància (km) | Desnivell (m) | Vencedor de l'etapa       | Líder de la general       |
| -------- | -------- | ---------------------------------------------------------------------- | ----------------------- | -------------- | ------------- | ------------------------- | ------------------------- |
| 1a etapa | 2 de ago | Burgos – Burgos                                                        | etapa accidentada       | 157            | 1.521 m       | Santiago Buitrago Sánchez | Santiago Buitrago Sánchez |
| 2a etapa | 3 de ago | Vivar del Cid – Villadiego                                             | etapa accidentada       | 158            | 1.659 m       | Timo Roosen               | Santiago Buitrago Sánchez |
| 3a etapa | 4 de ago | Quintana Martín Galíndez – Villarcayo de Merindad de Castilla la Vieja | etapa de muntanya       | 156            | 2.324 m       | Bastien Tronchon          | Pàvel Sivakov             |
| 4a etapa | 5 de ago | Torresandino – Clunia                                                  | etapa de mitja muntanya | 169            | 1.361 m       | Matevž Govekar            | Pàvel Sivakov             |
| 5a etapa | 6 de ago | Lerma – Llacunes de Neila                                              | etapa de muntanya       | 170            | 2.792 m       | João Almeida              | Pàvel Sivakov             |

### Etapa 1
| \| Classificació de l'etapa \| Classificació de l'etapa \| Classificació de l'etapa \| Classificació de l'etapa \| Classificació de l'etapa \| \| Corredor \| Corredor \| Equip \| Temps \| \| \| ------------------------ \| ------------------------- \| ------------------------ \| ------------------------ \| ------------------------ \| \| 1r \| Santiago Buitrago Sánchez \| Bahrain Victorious \| 3h 43' 31" \| \| \| 2n \| Ruben Guerreiro \| EF Education-EasyPost \| + 3" \| \| \| 3r \| Tao Geoghegan Hart \| Ineos Grenadiers \| + 3" \| \| \| 4t \| Jai Hindley \| Bora-Hansgrohe \| + 3" \| \| \| 5è \| Vincenzo Nibali \| Astana Qazaqstan Team \| + 5" \| \| \| 6è \| Wilco Kelderman \| Bora-Hansgrohe \| + 5" \| \| \| 7è \| Iván García Cortina \| Movistar Team \| + 5" \| \| \| 8è \| Ilan Van Wilder \| Quick-Step Alpha Vinyl \| + 5" \| \| \| 9è \| Pàvel Sivakov \| Ineos Grenadiers \| + 5" \| \| \| 10è \| Damien Touzé \| AG2R Citroën Team \| + 5" \| \| |                           |                        |            |
| |                           |                        |            |
| Font: ProCyclingStats |                           |                        |            |
| Classificació de l'etapa |                           |                        |            |
| Corredor | Corredor                  | Equip                  | Temps      |
| 1r | Santiago Buitrago Sánchez | Bahrain Victorious     | 3h 43' 31" |
| 2n | Ruben Guerreiro           | EF Education-EasyPost  | + 3"       |
| 3r | Tao Geoghegan Hart        | Ineos Grenadiers       | + 3"       |
| 4t | Jai Hindley               | Bora-Hansgrohe         | + 3"       |
| 5è | Vincenzo Nibali           | Astana Qazaqstan Team  | + 5"       |
| 6è | Wilco Kelderman           | Bora-Hansgrohe         | + 5"       |
| 7è | Iván García Cortina       | Movistar Team          | + 5"       |
| 8è | Ilan Van Wilder           | Quick-Step Alpha Vinyl | + 5"       |
| 9è | Pàvel Sivakov             | Ineos Grenadiers       | + 5"       |
| 10è | Damien Touzé              | AG2R Citroën Team      | + 5"       |

| \| Classificació general \| Classificació general \| Classificació general \| Classificació general \| Classificació general \| \| Corredor \| Corredor \| Equip \| Temps \| \| \| --------------------- \| ------------------------- \| ---------------------- \| --------------------- \| --------------------- \| \| 1r \| Santiago Buitrago Sánchez \| Bahrain Victorious \| 3h 43' 31" \| \| \| 2n \| Ruben Guerreiro \| EF Education-EasyPost \| + 3" \| \| \| 3r \| Tao Geoghegan Hart \| Ineos Grenadiers \| + 3" \| \| \| 4t \| Jai Hindley \| Bora-Hansgrohe \| + 3" \| \| \| 5è \| Vincenzo Nibali \| Astana Qazaqstan Team \| + 5" \| \| \| 6è \| Wilco Kelderman \| Bora-Hansgrohe \| + 5" \| \| \| 7è \| Iván García Cortina \| Movistar Team \| + 5" \| \| \| 8è \| Ilan Van Wilder \| Quick-Step Alpha Vinyl \| + 5" \| \| \| 9è \| Pàvel Sivakov \| Ineos Grenadiers \| + 5" \| \| \| 10è \| Damien Touzé \| AG2R Citroën Team \| + 5" \| \| |                           |                        |            |
| |                           |                        |            |
| Font: ProCyclingStats |                           |                        |            |
| Classificació general |                           |                        |            |
| Corredor | Corredor                  | Equip                  | Temps      |
| 1r | Santiago Buitrago Sánchez | Bahrain Victorious     | 3h 43' 31" |
| 2n | Ruben Guerreiro           | EF Education-EasyPost  | + 3"       |
| 3r | Tao Geoghegan Hart        | Ineos Grenadiers       | + 3"       |
| 4t | Jai Hindley               | Bora-Hansgrohe         | + 3"       |
| 5è | Vincenzo Nibali           | Astana Qazaqstan Team  | + 5"       |
| 6è | Wilco Kelderman           | Bora-Hansgrohe         | + 5"       |
| 7è | Iván García Cortina       | Movistar Team          | + 5"       |
| 8è | Ilan Van Wilder           | Quick-Step Alpha Vinyl | + 5"       |
| 9è | Pàvel Sivakov             | Ineos Grenadiers       | + 5"       |
| 10è | Damien Touzé              | AG2R Citroën Team      | + 5"       |

### Etapa 2
| \| Classificació de l'etapa \| Classificació de l'etapa \| Classificació de l'etapa \| Classificació de l'etapa \| Classificació de l'etapa \| \| Corredor \| Corredor \| Equip \| Temps \| \| \| ------------------------ \| ------------------------ \| ------------------------ \| ------------------------ \| ------------------------ \| \| 1r \| Timo Roosen \| Jumbo-Visma \| 3h 48' 43" \| \| \| 2n \| Edoardo Affini \| Jumbo-Visma \| + 0" \| \| \| 3r \| Chris Harper \| Jumbo-Visma \| + 0" \| \| \| 4t \| Jon Aberasturi Izaga \| Trek-Segafredo \| + 0" \| \| \| 5è \| Carlos Rodríguez Cano \| Ineos Grenadiers \| + 0" \| \| \| 6è \| Ruben Guerreiro \| EF Education-EasyPost \| + 0" \| \| \| 7è \| Fernando Gaviria Rendón \| UAE Team Emirates \| + 0" \| \| \| 8è \| Lilian Calmejane \| AG2R Citroën Team \| + 0" \| \| \| 9è \| Bastien Tronchon \| AG2R Citroën Team \| + 0" \| \| \| 10è \| Rudy Barbier \| Israel-Premier Tech \| + 0" \| \| |                         |                       |            |
| |                         |                       |            |
| Font: ProCyclingStats |                         |                       |            |
| Classificació de l'etapa |                         |                       |            |
| Corredor | Corredor                | Equip                 | Temps      |
| 1r | Timo Roosen             | Jumbo-Visma           | 3h 48' 43" |
| 2n | Edoardo Affini          | Jumbo-Visma           | + 0"       |
| 3r | Chris Harper            | Jumbo-Visma           | + 0"       |
| 4t | Jon Aberasturi Izaga    | Trek-Segafredo        | + 0"       |
| 5è | Carlos Rodríguez Cano   | Ineos Grenadiers      | + 0"       |
| 6è | Ruben Guerreiro         | EF Education-EasyPost | + 0"       |
| 7è | Fernando Gaviria Rendón | UAE Team Emirates     | + 0"       |
| 8è | Lilian Calmejane        | AG2R Citroën Team     | + 0"       |
| 9è | Bastien Tronchon        | AG2R Citroën Team     | + 0"       |
| 10è | Rudy Barbier            | Israel-Premier Tech   | + 0"       |

| \| Classificació general \| Classificació general \| Classificació general \| Classificació general \| Classificació general \| \| Corredor \| Corredor \| Equip \| Temps \| \| \| --------------------- \| -------------------------- \| --------------------- \| --------------------- \| --------------------- \| \| 1r \| Santiago Buitrago Sánchez \| Bahrain Victorious \| 7h 32' 14" \| \| \| 2n \| Ruben Guerreiro \| EF Education-EasyPost \| + 3" \| \| \| 3r \| Jai Hindley \| Bora-Hansgrohe \| + 3" \| \| \| 4t \| Tao Geoghegan Hart \| Ineos Grenadiers \| + 3" \| \| \| 5è \| Rui Alberto Faria da Costa \| UAE Team Emirates \| + 5" \| \| \| 6è \| Pàvel Sivakov \| Ineos Grenadiers \| + 5" \| \| \| 7è \| Jetse Bol \| Burgos-BH \| + 5" \| \| \| 8è \| Esteban Chaves Rubio \| EF Education-EasyPost \| + 5" \| \| \| 9è \| Vincenzo Nibali \| Astana Qazaqstan Team \| + 5" \| \| \| 10è \| Laurens De Plus \| Ineos Grenadiers \| + 5" \| \| |                            |                       |            |
| |                            |                       |            |
| Font: ProCyclingStats |                            |                       |            |
| Classificació general |                            |                       |            |
| Corredor | Corredor                   | Equip                 | Temps      |
| 1r | Santiago Buitrago Sánchez  | Bahrain Victorious    | 7h 32' 14" |
| 2n | Ruben Guerreiro            | EF Education-EasyPost | + 3"       |
| 3r | Jai Hindley                | Bora-Hansgrohe        | + 3"       |
| 4t | Tao Geoghegan Hart         | Ineos Grenadiers      | + 3"       |
| 5è | Rui Alberto Faria da Costa | UAE Team Emirates     | + 5"       |
| 6è | Pàvel Sivakov              | Ineos Grenadiers      | + 5"       |
| 7è | Jetse Bol                  | Burgos-BH             | + 5"       |
| 8è | Esteban Chaves Rubio       | EF Education-EasyPost | + 5"       |
| 9è | Vincenzo Nibali            | Astana Qazaqstan Team | + 5"       |
| 10è | Laurens De Plus            | Ineos Grenadiers      | + 5"       |

### Etapa 3
| \| Classificació de l'etapa \| Classificació de l'etapa \| Classificació de l'etapa \| Classificació de l'etapa \| Classificació de l'etapa \| \| Corredor \| Corredor \| Equip \| Temps \| \| \| ------------------------ \| --------------------------- \| ------------------------ \| ------------------------ \| ------------------------ \| \| 1r \| Bastien Tronchon \| AG2R Citroën Team \| 3h 42' 17" \| \| \| 2n \| Pàvel Sivakov \| Ineos Grenadiers \| + 0" \| \| \| 3r \| Alejandro Valverde Belmonte \| Movistar Team \| + 28" \| \| \| 4t \| Ruben Guerreiro \| EF Education-EasyPost \| + 28" \| \| \| 5è \| Tao Geoghegan Hart \| Ineos Grenadiers \| + 28" \| \| \| 6è \| Ilan Van Wilder \| Quick-Step Alpha Vinyl \| + 28" \| \| \| 7è \| Santiago Buitrago Sánchez \| Bahrain Victorious \| + 28" \| \| \| 8è \| Vincenzo Nibali \| Astana Qazaqstan Team \| + 28" \| \| \| 9è \| Kenny Elissonde \| Trek-Segafredo \| + 28" \| \| \| 10è \| Esteban Chaves Rubio \| EF Education-EasyPost \| + 28" \| \| |                             |                        |            |
| |                             |                        |            |
| Font: ProCyclingStats |                             |                        |            |
| Classificació de l'etapa |                             |                        |            |
| Corredor | Corredor                    | Equip                  | Temps      |
| 1r | Bastien Tronchon            | AG2R Citroën Team      | 3h 42' 17" |
| 2n | Pàvel Sivakov               | Ineos Grenadiers       | + 0"       |
| 3r | Alejandro Valverde Belmonte | Movistar Team          | + 28"      |
| 4t | Ruben Guerreiro             | EF Education-EasyPost  | + 28"      |
| 5è | Tao Geoghegan Hart          | Ineos Grenadiers       | + 28"      |
| 6è | Ilan Van Wilder             | Quick-Step Alpha Vinyl | + 28"      |
| 7è | Santiago Buitrago Sánchez   | Bahrain Victorious     | + 28"      |
| 8è | Vincenzo Nibali             | Astana Qazaqstan Team  | + 28"      |
| 9è | Kenny Elissonde             | Trek-Segafredo         | + 28"      |
| 10è | Esteban Chaves Rubio        | EF Education-EasyPost  | + 28"      |

| \| Classificació general \| Classificació general \| Classificació general \| Classificació general \| Classificació general \| \| Corredor \| Corredor \| Equip \| Temps \| \| \| --------------------- \| ------------------------- \| ---------------------- \| --------------------- \| --------------------- \| \| 1r \| Pàvel Sivakov \| Ineos Grenadiers \| 11h 14' 36" \| \| \| 2n \| Santiago Buitrago Sánchez \| Bahrain Victorious \| + 23" \| \| \| 3r \| Ruben Guerreiro \| EF Education-EasyPost \| + 26" \| \| \| 4t \| Tao Geoghegan Hart \| Ineos Grenadiers \| + 26" \| \| \| 5è \| Jai Hindley \| Bora-Hansgrohe \| + 26" \| \| \| 6è \| Esteban Chaves Rubio \| EF Education-EasyPost \| + 28" \| \| \| 7è \| Vincenzo Nibali \| Astana Qazaqstan Team \| + 28" \| \| \| 8è \| Wilco Kelderman \| Bora-Hansgrohe \| + 28" \| \| \| 9è \| Laurens De Plus \| Ineos Grenadiers \| + 28" \| \| \| 10è \| Ilan Van Wilder \| Quick-Step Alpha Vinyl \| + 28" \| \| |                           |                        |             |
| |                           |                        |             |
| Font: ProCyclingStats |                           |                        |             |
| Classificació general |                           |                        |             |
| Corredor | Corredor                  | Equip                  | Temps       |
| 1r | Pàvel Sivakov             | Ineos Grenadiers       | 11h 14' 36" |
| 2n | Santiago Buitrago Sánchez | Bahrain Victorious     | + 23"       |
| 3r | Ruben Guerreiro           | EF Education-EasyPost  | + 26"       |
| 4t | Tao Geoghegan Hart        | Ineos Grenadiers       | + 26"       |
| 5è | Jai Hindley               | Bora-Hansgrohe         | + 26"       |
| 6è | Esteban Chaves Rubio      | EF Education-EasyPost  | + 28"       |
| 7è | Vincenzo Nibali           | Astana Qazaqstan Team  | + 28"       |
| 8è | Wilco Kelderman           | Bora-Hansgrohe         | + 28"       |
| 9è | Laurens De Plus           | Ineos Grenadiers       | + 28"       |
| 10è | Ilan Van Wilder           | Quick-Step Alpha Vinyl | + 28"       |

### Etapa 4
| \| Classificació de l'etapa \| Classificació de l'etapa \| Classificació de l'etapa \| Classificació de l'etapa \| Classificació de l'etapa \| \| Corredor \| Corredor \| Equip \| Temps \| \| \| ------------------------ \| ------------------------ \| ------------------------ \| ------------------------ \| ------------------------ \| \| 1r \| Matevž Govekar \| Bahrain Victorious \| 3h 36' 18" \| \| \| 2n \| Alan Retailleau \| AG2R Citroën Team \| + 0" \| \| \| 3r \| Omer Goldstein \| Israel-Premier Tech \| + 0" \| \| \| 4t \| Pieter Serry \| Quick-Step Alpha Vinyl \| + 0" \| \| \| 5è \| Patrick Gamper \| Bora-Hansgrohe \| + 5" \| \| \| 6è \| Xabier Mikel Azparren \| Euskaltel-Euskadi \| + 5" \| \| \| 7è \| Lluís Mas Bonet \| Movistar Team \| + 12" \| \| \| 8è \| Fernando Barceló Aragón \| Caja Rural-Seguros RGA \| + 57" \| \| \| 9è \| Lennard Hofstede \| Jumbo-Visma \| + 1' 10" \| \| \| 10è \| David Martin \| Eolo-Kometa \| + 1' 16" \| \| |                         |                        |            |
| |                         |                        |            |
| |                         |                        |            |
| Classificació de l'etapa |                         |                        |            |
| Corredor | Corredor                | Equip                  | Temps      |
| 1r | Matevž Govekar          | Bahrain Victorious     | 3h 36' 18" |
| 2n | Alan Retailleau         | AG2R Citroën Team      | + 0"       |
| 3r | Omer Goldstein          | Israel-Premier Tech    | + 0"       |
| 4t | Pieter Serry            | Quick-Step Alpha Vinyl | + 0"       |
| 5è | Patrick Gamper          | Bora-Hansgrohe         | + 5"       |
| 6è | Xabier Mikel Azparren   | Euskaltel-Euskadi      | + 5"       |
| 7è | Lluís Mas Bonet         | Movistar Team          | + 12"      |
| 8è | Fernando Barceló Aragón | Caja Rural-Seguros RGA | + 57"      |
| 9è | Lennard Hofstede        | Jumbo-Visma            | + 1' 10"   |
| 10è | David Martin            | Eolo-Kometa            | + 1' 16"   |

| \| Classificació general \| Classificació general \| Classificació general \| Classificació general \| Classificació general \| \| Corredor \| Corredor \| Equip \| Temps \| \| \| --------------------- \| ------------------------- \| ---------------------- \| --------------------- \| --------------------- \| \| 1r \| Pàvel Sivakov \| Ineos Grenadiers \| 14h 53' 57" \| \| \| 2n \| Santiago Buitrago Sánchez \| Bahrain Victorious \| + 23" \| \| \| 3r \| Ruben Guerreiro \| EF Education-EasyPost \| + 26" \| \| \| 4t \| Tao Geoghegan Hart \| Ineos Grenadiers \| + 26" \| \| \| 5è \| Jai Hindley \| Bora-Hansgrohe \| + 26" \| \| \| 6è \| Esteban Chaves Rubio \| EF Education-EasyPost \| + 28" \| \| \| 7è \| Vincenzo Nibali \| Astana Qazaqstan Team \| + 28" \| \| \| 8è \| Wilco Kelderman \| Bora-Hansgrohe \| + 28" \| \| \| 9è \| Ilan Van Wilder \| Quick-Step Alpha Vinyl \| + 28" \| \| \| 10è \| Laurens De Plus \| Ineos Grenadiers \| + 28" \| \| |                           |                        |             |
| |                           |                        |             |
| |                           |                        |             |
| Classificació general |                           |                        |             |
| Corredor | Corredor                  | Equip                  | Temps       |
| 1r | Pàvel Sivakov             | Ineos Grenadiers       | 14h 53' 57" |
| 2n | Santiago Buitrago Sánchez | Bahrain Victorious     | + 23"       |
| 3r | Ruben Guerreiro           | EF Education-EasyPost  | + 26"       |
| 4t | Tao Geoghegan Hart        | Ineos Grenadiers       | + 26"       |
| 5è | Jai Hindley               | Bora-Hansgrohe         | + 26"       |
| 6è | Esteban Chaves Rubio      | EF Education-EasyPost  | + 28"       |
| 7è | Vincenzo Nibali           | Astana Qazaqstan Team  | + 28"       |
| 8è | Wilco Kelderman           | Bora-Hansgrohe         | + 28"       |
| 9è | Ilan Van Wilder           | Quick-Step Alpha Vinyl | + 28"       |
| 10è | Laurens De Plus           | Ineos Grenadiers       | + 28"       |

### Etapa 5
| \| Classificació de l'etapa \| Classificació de l'etapa \| Classificació de l'etapa \| Classificació de l'etapa \| Classificació de l'etapa \| \| Corredor \| Corredor \| Equip \| Temps \| \| \| ------------------------ \| ------------------------- \| ------------------------ \| ------------------------ \| ------------------------ \| \| 1r \| João Almeida \| UAE Team Emirates \| \| \| \| 2n \| Miguel Ángel López Moreno \| Astana Qazaqstan Team \| DQ \| \| \| 3r \| Pàvel Sivakov \| Ineos Grenadiers \| + 7" \| \| \| 4t \| Carlos Rodríguez Cano \| Ineos Grenadiers \| + 15" \| \| \| 5è \| Ilan Van Wilder \| Quick-Step Alpha Vinyl \| + 21" \| \| \| 6è \| Ruben Guerreiro \| EF Education-EasyPost \| + 28" \| \| \| 7è \| Jai Hindley \| Bora-Hansgrohe \| + 33" \| \| \| 8è \| Kenny Elissonde \| Trek-Segafredo \| + 43" \| \| |                           |                        |       |
| |                           |                        |       |
| |                           |                        |       |
| Classificació de l'etapa |                           |                        |       |
| Corredor | Corredor                  | Equip                  | Temps |
| 1r | João Almeida              | UAE Team Emirates      |       |
| 2n | Miguel Ángel López Moreno | Astana Qazaqstan Team  | DQ    |
| 3r | Pàvel Sivakov             | Ineos Grenadiers       | + 7"  |
| 4t | Carlos Rodríguez Cano     | Ineos Grenadiers       | + 15" |
| 5è | Ilan Van Wilder           | Quick-Step Alpha Vinyl | + 21" |
| 6è | Ruben Guerreiro           | EF Education-EasyPost  | + 28" |
| 7è | Jai Hindley               | Bora-Hansgrohe         | + 33" |
| 8è | Kenny Elissonde           | Trek-Segafredo         | + 43" |

## Classificacions finals

### Classificació general
| \| Classificació general \| Classificació general \| Classificació general \| Classificació general \| Classificació general \| \| Corredor \| Corredor \| Equip \| Temps \| \| \| --------------------- \| ------------------------- \| ---------------------- \| --------------------- \| --------------------- \| \| 1r \| Pàvel Sivakov \| Ineos Grenadiers \| 19h 00' 23" \| \| \| 2n \| João Almeida \| UAE Team Emirates \| + 35" \| \| \| 3r \| Miguel Ángel López Moreno \| Astana Qazaqstan Team \| DQ \| \| \| 3r \| Carlos Rodríguez Cano \| Ineos Grenadiers \| + 41" \| \| \| 4t \| Ilan Van Wilder \| Quick-Step Alpha Vinyl \| + 42" \| \| \| 5è \| Ruben Guerreiro \| EF Education-EasyPost \| + 47" \| \| \| 6è \| Jai Hindley \| Bora-Hansgrohe \| + 52" \| \| \| 7è \| Santiago Buitrago Sánchez \| Bahrain Victorious \| + 1' 06" \| \| \| 8è \| Wilco Kelderman \| Bora-Hansgrohe \| + 1' 09" \| \| \| 9è \| Kenny Elissonde \| Trek-Segafredo \| + 1' 18" \| \| \| 10è \| Vincenzo Nibali \| Astana Qazaqstan Team \| + 1' 22" \| \| |                           |                        |             |
| |                           |                        |             |
| Fonts: ProCyclingStats Cycling Quotient Cycling Archives |                           |                        |             |
| Classificació general |                           |                        |             |
| Corredor | Corredor                  | Equip                  | Temps       |
| 1r | Pàvel Sivakov             | Ineos Grenadiers       | 19h 00' 23" |
| 2n | João Almeida              | UAE Team Emirates      | + 35"       |
| 3r | Miguel Ángel López Moreno | Astana Qazaqstan Team  | DQ          |
| 3r | Carlos Rodríguez Cano     | Ineos Grenadiers       | + 41"       |
| 4t | Ilan Van Wilder           | Quick-Step Alpha Vinyl | + 42"       |
| 5è | Ruben Guerreiro           | EF Education-EasyPost  | + 47"       |
| 6è | Jai Hindley               | Bora-Hansgrohe         | + 52"       |
| 7è | Santiago Buitrago Sánchez | Bahrain Victorious     | + 1' 06"    |
| 8è | Wilco Kelderman           | Bora-Hansgrohe         | + 1' 09"    |
| 9è | Kenny Elissonde           | Trek-Segafredo         | + 1' 18"    |
| 10è | Vincenzo Nibali           | Astana Qazaqstan Team  | + 1' 22"    |

### Classificacions secundàries

#### Classificació per punts
| Classificació per punts | Classificació per punts   | Classificació per punts | Classificació per punts | Classificació per punts |
| Corredor                | Corredor                  | Equip                   | Punts                   |                         |
| ----------------------- | ------------------------- | ----------------------- | ----------------------- | ----------------------- |
| 1r                      | Ruben Guerreiro           | EF Education-EasyPost   | 54 pts                  |                         |
| 2n                      | Pàvel Sivakov             | Ineos Grenadiers        | 43 pts                  |                         |
| 3r                      | Santiago Buitrago Sánchez | Bahrain Victorious      | 38 pts                  |                         |
| 4t                      | Bastien Tronchon          | AG2R Citroën Team       | 32 pts                  |                         |
| 5è                      | Carlos Rodríguez Cano     | Ineos Grenadiers        | 31 pts                  |                         |
| 6è                      | Ilan Van Wilder           | Quick-Step Alpha Vinyl  | 30 pts                  |                         |
| 7è                      | Tao Geoghegan Hart        | Ineos Grenadiers        | 30 pts                  |                         |
| 8è                      | João Almeida              | UAE Team Emirates       | 25 pts                  |                         |
| 9è                      | Matevž Govekar            | Bahrain Victorious      | 25 pts                  |                         |
| 10è                     | Jai Hindley               | Bora-Hansgrohe          | 24 pts                  |                         |

#### Classificació de la muntanya
| Classificació de la muntanya | Classificació de la muntanya | Classificació de la muntanya | Classificació de la muntanya | Classificació de la muntanya |
| Corredor                     | Corredor                     | Equip                        | Punts                        |                              |
| ---------------------------- | ---------------------------- | ---------------------------- | ---------------------------- | ---------------------------- |
| 1r                           | Miguel Ángel López Moreno    | Astana Qazaqstan Team        | DQ                           |                              |
| 1r                           | Pàvel Sivakov                | Ineos Grenadiers             | 42 pts                       |                              |
| 2n                           | Vojtěch Řepa                 | Equipo Kern Pharma           | 35 pts                       |                              |
| 3r                           | João Almeida                 | UAE Team Emirates            | 30 pts                       |                              |
| 4t                           | Xabier Mikel Azparren        | Euskaltel-Euskadi            | 28 pts                       |                              |
| 5è                           | Joel Nicolau Beltran         | Caja Rural-Seguros RGA       | 26 pts                       |                              |
| 6è                           | Bastien Tronchon             | AG2R Citroën Team            | 26 pts                       |                              |
| 7è                           | Diego Sevilla                | Eolo-Kometa                  | 23 pts                       |                              |
| 8è                           | Jesús Ezquerra               | Burgos-BH                    | 22 pts                       |                              |
| 9è                           | Carlos Rodríguez Cano        | Ineos Grenadiers             | 20 pts                       |                              |

#### Classificació dels joves
| Classificació del millor jove | Classificació del millor jove | Classificació del millor jove | Classificació del millor jove | Classificació del millor jove |
| Corredor                      | Corredor                      | Equip                         | Temps                         |                               |
| ----------------------------- | ----------------------------- | ----------------------------- | ----------------------------- | ----------------------------- |
| 1r                            | Carlos Rodríguez Cano         | Ineos Grenadiers              | 19h 01' 04"                   |                               |
| 2n                            | Ilan Van Wilder               | Quick-Step Alpha Vinyl        | + 1"                          |                               |
| 3r                            | Santiago Buitrago Sánchez     | Bahrain Victorious            | + 25"                         |                               |
| 4t                            | Matthew Riccitello            | Israel-Premier Tech           | + 4' 52"                      |                               |
| 5è                            | Alex Martin                   | Eolo-Kometa                   | + 9' 51"                      |                               |
| 6è                            | Bastien Tronchon              | AG2R Citroën Team             | + 12' 47"                     |                               |
| 7è                            | Marco Frigo                   | Israel-Premier Tech           | + 13' 20"                     |                               |
| 8è                            | Vojtěch Řepa                  | Equipo Kern Pharma            | + 13' 40"                     |                               |
| 9è                            | Raúl García Pierna            | Equipo Kern Pharma            | + 13' 45"                     |                               |
| 10è                           | Mason Hollyman                | Israel-Premier Tech           | + 14' 18"                     |                               |

#### Classificació per equips
| Classificació per equips | Classificació per equips | Classificació per equips | Classificació per equips |
| Equip                    | Equip                    | Temps                    |                          |
| ------------------------ | ------------------------ | ------------------------ | ------------------------ |
| 1r                       | Bora-Hansgrohe           | 57h 02' 04"              |                          |
| 2n                       | Ineos Grenadiers         | + 1' 17"                 |                          |
| 3r                       | Bahrain Victorious       | + 3' 15"                 |                          |
| 4t                       | Movistar Team            | + 3' 38"                 |                          |
| 5è                       | EF Education-EasyPost    | + 3' 58"                 |                          |

## Evolució de les classificacions
| Etapa              | Vencedor           | Classificació general | Classificació per punts | Classificació de la muntanya | Classificació dels joves | Classificació per equips |
| ------------------ | ------------------ | --------------------- | ----------------------- | ---------------------------- | ------------------------ | ------------------------ |
| 1                  | Santiago Buitrago  | Santiago Buitrago     | Santiago Buitrago       | Diego Sevilla                | Santiago Buitrago        | Ineos Grenadiers         |
| 2                  | Timo Roosen        | Santiago Buitrago     | Ruben Guerreiro         | Xabier Azparren              | Santiago Buitrago        | Ineos Grenadiers         |
| 3                  | Bastien Tronchon   | Pavel Sivakov         | Ruben Guerreiro         | Vojtěch Řepa                 | Santiago Buitrago        | Ineos Grenadiers         |
| 4                  | Matevž Govekar     | Pavel Sivakov         | Ruben Guerreiro         | Vojtěch Řepa                 | Santiago Buitrago        | Bora-Hansgrohe           |
| 5                  | João Almeida       | Pavel Sivakov         | Ruben Guerreiro         | Miguel Ángel López           | Carlos Rodríguez         | Bora-Hansgrohe           |
| Classements finals | Classements finals | Pavel Sivakov         | Ruben Guerreiro         | Miguel Ángel López           | Carlos Rodríguez         | Bora-Hansgrohe           |

## Llista de participants
| Bahrain Victorious TBV | Bahrain Victorious TBV          | Bahrain Victorious TBV |
| ---------------------- | ------------------------------- | ---------------------- |
| Núm                    | Ciclista                        | Pos                    |
| 1                      | Mikel Landa Meana (ESP)         | 44è                    |
| 2                      | Santiago Buitrago Sánchez (COL) | 8è                     |
| 3                      | Gino Mäder (SUI)                | 27è                    |
| 4                      | Matevž Govekar (SLO)            | 89è                    |
| 5                      | Wout Poels (NED)                | 51è                    |
| 6                      | Yukiya Arashiro (JPN) (ruta)    | 88è                    |
| 7                      | Hermann Pernsteiner (AUT)       | 20è                    |

| Bora-Hansgrohe BOH | Bora-Hansgrohe BOH     | Bora-Hansgrohe BOH |
| ------------------ | ---------------------- | ------------------ |
| Núm                | Ciclista               | Pos                |
| 11                 | Jai Hindley (AUS)      | 7è                 |
| 12                 | Matteo Fabbro (ITA)    | 38è                |
| 13                 | Patrick Gamper (AUT)   | 74è                |
| 14                 | Emanuel Buchmann (GER) | 19è                |
| 15                 | Wilco Kelderman (NED)  | 8è                 |
| 16                 | Martin Laas (EST)      | DNF-5              |

| Movistar Team MOV | Movistar Team MOV                 | Movistar Team MOV |
| ----------------- | --------------------------------- | ----------------- |
| Núm               | Ciclista                          | Pos               |
| 21                | Alejandro Valverde Belmonte (ESP) | 17è               |
| 22                | Iván Ramiro Sosa Cuervo (COL)     | 14è               |
| 23                | Iván García Cortina (ESP)         | 78è               |
| 24                | Iñigo Elosegui (ESP)              | 76è               |
| 25                | Lluís Mas Bonet (ESP)             | 73è               |
| 26                | Antonio Pedrero López (ESP)       | 25è               |
| 27                | Mathias Norsgaard Jørgensen (DEN) | 87è               |

| Jumbo-Visma TJV | Jumbo-Visma TJV        | Jumbo-Visma TJV |
| --------------- | ---------------------- | --------------- |
| Núm             | Ciclista               | Pos             |
| 31              | Edoardo Affini (ITA)   | 75è             |
| 32              | Timo Roosen (NED)      | NP-5            |
| 34              | Chris Harper (AUS)     | 39è             |
| 35              | Robert Gesink (NED)    | 42è             |
| 36              | Lennard Hofstede (NED) | 93è             |
| 37              | David Dekker (NED)     | NP-3            |

| Quick-Step Alpha Vinyl QST | Quick-Step Alpha Vinyl QST | Quick-Step Alpha Vinyl QST |
| -------------------------- | -------------------------- | -------------------------- |
| Núm                        | Ciclista                   | Pos                        |
| 41                         | Davide Ballerini (ITA)     | NP-3                       |
| 42                         | Fausto Masnada (ITA)       | 32è                        |
| 43                         | James Knox (GBR)           | 82è                        |
| 44                         | Pieter Serry (BEL)         | 33è                        |
| 45                         | Jannik Steimle (GER)       | NP-3                       |
| 46                         | Ilan Van Wilder (BEL)      | 5è                         |
| 47                         | Simone Raccani (ITA)       | DNF-3                      |

| Ineos Grenadiers IGD | Ineos Grenadiers IGD               | Ineos Grenadiers IGD |
| -------------------- | ---------------------------------- | -------------------- |
| Núm                  | Ciclista                           | Pos                  |
| 51                   | Pàvel Sivakov (FRA)                | 1r                   |
| 52                   | Tao Geoghegan Hart (GBR)           | 13è                  |
| 53                   | Andrey Amador Bikkazakova (CRC)    | 83è                  |
| 54                   | Laurens De Plus (BEL)              | 22è                  |
| 55                   | Omar Fraile Matarranz (ESP)        | 80è                  |
| 56                   | Carlos Rodríguez Cano (ESP) (ruta) | 4t                   |
| 57                   | Brandon Rivera (COL)               | 50è                  |

| UAE Team Emirates UAD | UAE Team Emirates UAD            | UAE Team Emirates UAD |
| --------------------- | -------------------------------- | --------------------- |
| Núm                   | Ciclista                         | Pos                   |
| 61                    | João Almeida (POR) (ruta)        | 2n                    |
| 62                    | Rui Alberto Faria da Costa (POR) | 43è                   |
| 63                    | Fernando Gaviria Rendón (COL)    | DNF-5                 |
| 64                    | Andrés Camilo Ardila (COL)       | DNF-1                 |
| 65                    | Joel Suter (SUI)                 | DNF-5                 |
| 66                    | Matteo Trentin (ITA)             | 61è                   |
| 67                    | Oliver Knight (GBR)              | DNF-5                 |

| Trek-Segafredo TFS | Trek-Segafredo TFS           | Trek-Segafredo TFS |
| ------------------ | ---------------------------- | ------------------ |
| Núm                | Ciclista                     | Pos                |
| 71                 | Juan Pedro López (ESP)       | 35è                |
| 72                 | Alex Kirsch (LUX)            | 81è                |
| 73                 | Kenny Elissonde (FRA)        | 10è                |
| 74                 | Amanuel Gebrezgabihier (ERI) | 92è                |
| 75                 | Dario Cataldo (ITA)          | 77è                |
| 76                 | Jon Aberasturi Izaga (ESP)   | 85è                |
| 77                 | Simon Pellaud (SUI)          | 63è                |

| EF Education-EasyPost EFE | EF Education-EasyPost EFE     | EF Education-EasyPost EFE |
| ------------------------- | ----------------------------- | ------------------------- |
| Núm                       | Ciclista                      | Pos                       |
| 81                        | Hugh Carthy (GBR)             | 23è                       |
| 82                        | Esteban Chaves Rubio (COL)    | 12è                       |
| 83                        | Jonathan Caicedo Cepeda (ECU) | 46è                       |
| 84                        | Ruben Guerreiro (POR)         | 6è                        |
| 85                        | James Shaw (GBR)              | 71è                       |
| 86                        | Merhawi Kudus (ERI)           | 62è                       |
| 87                        | Thomas Scully (NZL)           | DNF-5                     |

| Astana Qazaqstan Team AST | Astana Qazaqstan Team AST        | Astana Qazaqstan Team AST |
| ------------------------- | -------------------------------- | ------------------------- |
| Núm                       | Ciclista                         | Pos                       |
| 91                        | Vincenzo Nibali (ITA)            | 11è                       |
| 92                        | Miguel Ángel López Moreno (COL)  | 3r                        |
| 93                        | Yuriy Natarov (KAZ)              | 68è                       |
| 94                        | Stefan de Bod (RSA)              | NP-5                      |
| 95                        | David de la Cruz Melgarejo (ESP) | 45è                       |
| 96                        | Manuele Boaro (ITA)              | DNF-5                     |
| 97                        | Vadim Pronskiy (KAZ)             | 60è                       |

| Israel-Premier Tech IPT | Israel-Premier Tech IPT  | Israel-Premier Tech IPT |
| ----------------------- | ------------------------ | ----------------------- |
| Núm                     | Ciclista                 | Pos                     |
| 101                     | Omer Goldstein (ISR)     | 57è                     |
| 102                     | Ben Hermans (BEL)        | NP-5                    |
| 103                     | Marco Frigo (ITA)        | 52è                     |
| 104                     | Mason Hollyman (GBR)     | 56è                     |
| 105                     | Rudy Barbier (FRA)       | DNF-5                   |
| 106                     | James Piccoli (CAN)      | 29è                     |
| 107                     | Matthew Riccitello (USA) | 28è                     |

| AG2R Citroën Team ACT | AG2R Citroën Team ACT     | AG2R Citroën Team ACT |
| --------------------- | ------------------------- | --------------------- |
| Núm                   | Ciclista                  | Pos                   |
| 111                   | Clément Berthet (FRA)     | NP-3                  |
| 112                   | Clément Champoussin (FRA) | 16è                   |
| 113                   | Jaakko Hänninen (FIN)     | 30è                   |
| 114                   | Alan Retailleau (FRA)     | 79è                   |
| 115                   | Lilian Calmejane (FRA)    | 64è                   |
| 116                   | Damien Touzé (FRA)        | NP-3                  |
| 117                   | Bastien Tronchon (FRA)    | 48è                   |

| Burgos-BH BBH | Burgos-BH BBH                  | Burgos-BH BBH |
| ------------- | ------------------------------ | ------------- |
| Núm           | Ciclista                       | Pos           |
| 121           | Ángel Fuentes (ESP)            | 97è           |
| 122           | Jesús Ezquerra (ESP)           | 37è           |
| 123           | Ander Okamika (ESP)            | 59è           |
| 124           | José Manuel Díaz Gallego (ESP) | 21è           |
| 125           | Manuel Peñalver (ESP)          | 98è           |
| 126           | Óscar Cabedo (ESP)             | 26è           |
| 127           | Jetse Bol (NED)                | 55è           |

| Caja Rural-Seguros RGA CJR | Caja Rural-Seguros RGA CJR         | Caja Rural-Seguros RGA CJR |
| -------------------------- | ---------------------------------- | -------------------------- |
| Núm                        | Ciclista                           | Pos                        |
| 131                        | Orluis Aular Sanabria (VEN) (ruta) | NP-3                       |
| 132                        | Fernando Barceló Aragón (ESP)      | 49è                        |
| 133                        | Jon Barrenetxea (ESP)              | 65è                        |
| 134                        | David González López (ESP)         | NP-3                       |
| 135                        | Jonathan Lastra Martínez (ESP)     | 31è                        |
| 136                        | Joel Nicolau Beltran (ESP)         | 15è                        |
| 137                        | Mikel Nieve Iturralde (ESP)        | 34è                        |

| Equipo Kern Pharma EKP | Equipo Kern Pharma EKP       | Equipo Kern Pharma EKP |
| ---------------------- | ---------------------------- | ---------------------- |
| Núm                    | Ciclista                     | Pos                    |
| 141                    | Urko Berrade (ESP)           | 24è                    |
| 142                    | Raúl García Pierna (ESP)     | 54è                    |
| 143                    | José Félix Parra (ESP)       | 36è                    |
| 144                    | Igor Arrieta (ESP)           | 72è                    |
| 145                    | Vojtěch Řepa (CZE)           | 53è                    |
| 146                    | Héctor Carretero Milla (ESP) | 47è                    |
| 147                    | Ibon Ruiz (ESP)              | 94è                    |

| Euskaltel-Euskadi EUS | Euskaltel-Euskadi EUS          | Euskaltel-Euskadi EUS |
| --------------------- | ------------------------------ | --------------------- |
| Núm                   | Ciclista                       | Pos                   |
| 151                   | Xabier Mikel Azparren (ESP)    | 96è                   |
| 152                   | Carlos Canal Blanco (ESP)      | 58è                   |
| 153                   | Mikel Bizkarra Etxegibel (ESP) | 18è                   |
| 154                   | Mikel Iturria Segurola (ESP)   | 69è                   |
| 155                   | Joan Bou (ESP)                 | 67è                   |
| 156                   | Gotzon Martín (ESP)            | 95è                   |
| 157                   | Ibai Azurmendi (ESP)           | 66è                   |

| Eolo-Kometa EOK | Eolo-Kometa EOK         | Eolo-Kometa EOK |
| --------------- | ----------------------- | --------------- |
| Núm             | Ciclista                | Pos             |
| 161             | Lorenzo Fortunato (ITA) | 41è             |
| 162             | Alessandro Fedeli (ITA) | 84è             |
| 163             | Diego Sevilla (ESP)     | 86è             |
| 164             | David Martin (ESP)      | 90è             |
| 165             | Alex Martin (ESP)       | 40è             |
| 166             | Edward Ravasi (ITA)     | 91è             |
| 167             | Sergio García (ESP)     | 70è             |

| Bahrain Victorious TBV | Bahrain Victorious TBV          | Bahrain Victorious TBV |
| ---------------------- | ------------------------------- | ---------------------- |
| Núm                    | Ciclista                        | Pos                    |
| 1                      | Mikel Landa Meana (ESP)         | 44è                    |
| 2                      | Santiago Buitrago Sánchez (COL) | 8è                     |
| 3                      | Gino Mäder (SUI)                | 27è                    |
| 4                      | Matevž Govekar (SLO)            | 89è                    |
| 5                      | Wout Poels (NED)                | 51è                    |
| 6                      | Yukiya Arashiro (JPN) (ruta)    | 88è                    |
| 7                      | Hermann Pernsteiner (AUT)       | 20è                    |

| Bora-Hansgrohe BOH | Bora-Hansgrohe BOH     | Bora-Hansgrohe BOH |
| ------------------ | ---------------------- | ------------------ |
| Núm                | Ciclista               | Pos                |
| 11                 | Jai Hindley (AUS)      | 7è                 |
| 12                 | Matteo Fabbro (ITA)    | 38è                |
| 13                 | Patrick Gamper (AUT)   | 74è                |
| 14                 | Emanuel Buchmann (GER) | 19è                |
| 15                 | Wilco Kelderman (NED)  | 8è                 |
| 16                 | Martin Laas (EST)      | DNF-5              |

| Movistar Team MOV | Movistar Team MOV                 | Movistar Team MOV |
| ----------------- | --------------------------------- | ----------------- |
| Núm               | Ciclista                          | Pos               |
| 21                | Alejandro Valverde Belmonte (ESP) | 17è               |
| 22                | Iván Ramiro Sosa Cuervo (COL)     | 14è               |
| 23                | Iván García Cortina (ESP)         | 78è               |
| 24                | Iñigo Elosegui (ESP)              | 76è               |
| 25                | Lluís Mas Bonet (ESP)             | 73è               |
| 26                | Antonio Pedrero López (ESP)       | 25è               |
| 27                | Mathias Norsgaard Jørgensen (DEN) | 87è               |

| Jumbo-Visma TJV | Jumbo-Visma TJV        | Jumbo-Visma TJV |
| --------------- | ---------------------- | --------------- |
| Núm             | Ciclista               | Pos             |
| 31              | Edoardo Affini (ITA)   | 75è             |
| 32              | Timo Roosen (NED)      | NP-5            |
| 34              | Chris Harper (AUS)     | 39è             |
| 35              | Robert Gesink (NED)    | 42è             |
| 36              | Lennard Hofstede (NED) | 93è             |
| 37              | David Dekker (NED)     | NP-3            |

| Quick-Step Alpha Vinyl QST | Quick-Step Alpha Vinyl QST | Quick-Step Alpha Vinyl QST |
| -------------------------- | -------------------------- | -------------------------- |
| Núm                        | Ciclista                   | Pos                        |
| 41                         | Davide Ballerini (ITA)     | NP-3                       |
| 42                         | Fausto Masnada (ITA)       | 32è                        |
| 43                         | James Knox (GBR)           | 82è                        |
| 44                         | Pieter Serry (BEL)         | 33è                        |
| 45                         | Jannik Steimle (GER)       | NP-3                       |
| 46                         | Ilan Van Wilder (BEL)      | 5è                         |
| 47                         | Simone Raccani (ITA)       | DNF-3                      |

| Ineos Grenadiers IGD | Ineos Grenadiers IGD               | Ineos Grenadiers IGD |
| -------------------- | ---------------------------------- | -------------------- |
| Núm                  | Ciclista                           | Pos                  |
| 51                   | Pàvel Sivakov (FRA)                | 1r                   |
| 52                   | Tao Geoghegan Hart (GBR)           | 13è                  |
| 53                   | Andrey Amador Bikkazakova (CRC)    | 83è                  |
| 54                   | Laurens De Plus (BEL)              | 22è                  |
| 55                   | Omar Fraile Matarranz (ESP)        | 80è                  |
| 56                   | Carlos Rodríguez Cano (ESP) (ruta) | 4t                   |
| 57                   | Brandon Rivera (COL)               | 50è                  |

| UAE Team Emirates UAD | UAE Team Emirates UAD            | UAE Team Emirates UAD |
| --------------------- | -------------------------------- | --------------------- |
| Núm                   | Ciclista                         | Pos                   |
| 61                    | João Almeida (POR) (ruta)        | 2n                    |
| 62                    | Rui Alberto Faria da Costa (POR) | 43è                   |
| 63                    | Fernando Gaviria Rendón (COL)    | DNF-5                 |
| 64                    | Andrés Camilo Ardila (COL)       | DNF-1                 |
| 65                    | Joel Suter (SUI)                 | DNF-5                 |
| 66                    | Matteo Trentin (ITA)             | 61è                   |
| 67                    | Oliver Knight (GBR)              | DNF-5                 |

| Trek-Segafredo TFS | Trek-Segafredo TFS           | Trek-Segafredo TFS |
| ------------------ | ---------------------------- | ------------------ |
| Núm                | Ciclista                     | Pos                |
| 71                 | Juan Pedro López (ESP)       | 35è                |
| 72                 | Alex Kirsch (LUX)            | 81è                |
| 73                 | Kenny Elissonde (FRA)        | 10è                |
| 74                 | Amanuel Gebrezgabihier (ERI) | 92è                |
| 75                 | Dario Cataldo (ITA)          | 77è                |
| 76                 | Jon Aberasturi Izaga (ESP)   | 85è                |
| 77                 | Simon Pellaud (SUI)          | 63è                |

| EF Education-EasyPost EFE | EF Education-EasyPost EFE     | EF Education-EasyPost EFE |
| ------------------------- | ----------------------------- | ------------------------- |
| Núm                       | Ciclista                      | Pos                       |
| 81                        | Hugh Carthy (GBR)             | 23è                       |
| 82                        | Esteban Chaves Rubio (COL)    | 12è                       |
| 83                        | Jonathan Caicedo Cepeda (ECU) | 46è                       |
| 84                        | Ruben Guerreiro (POR)         | 6è                        |
| 85                        | James Shaw (GBR)              | 71è                       |
| 86                        | Merhawi Kudus (ERI)           | 62è                       |
| 87                        | Thomas Scully (NZL)           | DNF-5                     |

| Astana Qazaqstan Team AST | Astana Qazaqstan Team AST        | Astana Qazaqstan Team AST |
| ------------------------- | -------------------------------- | ------------------------- |
| Núm                       | Ciclista                         | Pos                       |
| 91                        | Vincenzo Nibali (ITA)            | 11è                       |
| 92                        | Miguel Ángel López Moreno (COL)  | 3r                        |
| 93                        | Yuriy Natarov (KAZ)              | 68è                       |
| 94                        | Stefan de Bod (RSA)              | NP-5                      |
| 95                        | David de la Cruz Melgarejo (ESP) | 45è                       |
| 96                        | Manuele Boaro (ITA)              | DNF-5                     |
| 97                        | Vadim Pronskiy (KAZ)             | 60è                       |

| Israel-Premier Tech IPT | Israel-Premier Tech IPT  | Israel-Premier Tech IPT |
| ----------------------- | ------------------------ | ----------------------- |
| Núm                     | Ciclista                 | Pos                     |
| 101                     | Omer Goldstein (ISR)     | 57è                     |
| 102                     | Ben Hermans (BEL)        | NP-5                    |
| 103                     | Marco Frigo (ITA)        | 52è                     |
| 104                     | Mason Hollyman (GBR)     | 56è                     |
| 105                     | Rudy Barbier (FRA)       | DNF-5                   |
| 106                     | James Piccoli (CAN)      | 29è                     |
| 107                     | Matthew Riccitello (USA) | 28è                     |

| AG2R Citroën Team ACT | AG2R Citroën Team ACT     | AG2R Citroën Team ACT |
| --------------------- | ------------------------- | --------------------- |
| Núm                   | Ciclista                  | Pos                   |
| 111                   | Clément Berthet (FRA)     | NP-3                  |
| 112                   | Clément Champoussin (FRA) | 16è                   |
| 113                   | Jaakko Hänninen (FIN)     | 30è                   |
| 114                   | Alan Retailleau (FRA)     | 79è                   |
| 115                   | Lilian Calmejane (FRA)    | 64è                   |
| 116                   | Damien Touzé (FRA)        | NP-3                  |
| 117                   | Bastien Tronchon (FRA)    | 48è                   |

| Burgos-BH BBH | Burgos-BH BBH                  | Burgos-BH BBH |
| ------------- | ------------------------------ | ------------- |
| Núm           | Ciclista                       | Pos           |
| 121           | Ángel Fuentes (ESP)            | 97è           |
| 122           | Jesús Ezquerra (ESP)           | 37è           |
| 123           | Ander Okamika (ESP)            | 59è           |
| 124           | José Manuel Díaz Gallego (ESP) | 21è           |
| 125           | Manuel Peñalver (ESP)          | 98è           |
| 126           | Óscar Cabedo (ESP)             | 26è           |
| 127           | Jetse Bol (NED)                | 55è           |

| Caja Rural-Seguros RGA CJR | Caja Rural-Seguros RGA CJR         | Caja Rural-Seguros RGA CJR |
| -------------------------- | ---------------------------------- | -------------------------- |
| Núm                        | Ciclista                           | Pos                        |
| 131                        | Orluis Aular Sanabria (VEN) (ruta) | NP-3                       |
| 132                        | Fernando Barceló Aragón (ESP)      | 49è                        |
| 133                        | Jon Barrenetxea (ESP)              | 65è                        |
| 134                        | David González López (ESP)         | NP-3                       |
| 135                        | Jonathan Lastra Martínez (ESP)     | 31è                        |
| 136                        | Joel Nicolau Beltran (ESP)         | 15è                        |
| 137                        | Mikel Nieve Iturralde (ESP)        | 34è                        |

| Equipo Kern Pharma EKP | Equipo Kern Pharma EKP       | Equipo Kern Pharma EKP |
| ---------------------- | ---------------------------- | ---------------------- |
| Núm                    | Ciclista                     | Pos                    |
| 141                    | Urko Berrade (ESP)           | 24è                    |
| 142                    | Raúl García Pierna (ESP)     | 54è                    |
| 143                    | José Félix Parra (ESP)       | 36è                    |
| 144                    | Igor Arrieta (ESP)           | 72è                    |
| 145                    | Vojtěch Řepa (CZE)           | 53è                    |
| 146                    | Héctor Carretero Milla (ESP) | 47è                    |
| 147                    | Ibon Ruiz (ESP)              | 94è                    |

| Euskaltel-Euskadi EUS | Euskaltel-Euskadi EUS          | Euskaltel-Euskadi EUS |
| --------------------- | ------------------------------ | --------------------- |
| Núm                   | Ciclista                       | Pos                   |
| 151                   | Xabier Mikel Azparren (ESP)    | 96è                   |
| 152                   | Carlos Canal Blanco (ESP)      | 58è                   |
| 153                   | Mikel Bizkarra Etxegibel (ESP) | 18è                   |
| 154                   | Mikel Iturria Segurola (ESP)   | 69è                   |
| 155                   | Joan Bou (ESP)                 | 67è                   |
| 156                   | Gotzon Martín (ESP)            | 95è                   |
| 157                   | Ibai Azurmendi (ESP)           | 66è                   |

| Eolo-Kometa EOK | Eolo-Kometa EOK         | Eolo-Kometa EOK |
| --------------- | ----------------------- | --------------- |
| Núm             | Ciclista                | Pos             |
| 161             | Lorenzo Fortunato (ITA) | 41è             |
| 162             | Alessandro Fedeli (ITA) | 84è             |
| 163             | Diego Sevilla (ESP)     | 86è             |
| 164             | David Martin (ESP)      | 90è             |
| 165             | Alex Martin (ESP)       | 40è             |
| 166             | Edward Ravasi (ITA)     | 91è             |
| 167             | Sergio García (ESP)     | 70è             |